# Greg Halford
Gregory Halford (født 8. december 1984) er en engelsk fodboldspiller, der spiller for Hashtag United. Han spiller normalt i forsvaret, men kan spille som midtbanespiller og angriber.

## Karriere

### Colchester United F.C.
Han spillede for Colchester United, da han var barn. Den 21. april 2003 debuterede Greg for Colchester’s førstehold mod Luton Town, og kampen endte med en 5-0 sejr til Luton Town.

### Reading F.C.
Den 30. januar 2007 blev det offentliggjort, at Greg Halford skiftede til Reading. Den 17. marts 2007 debuterede Greg Halford for Reading mod Portsmouth.

### Sunderland A.F.C.
Den 11. juni 2007 blev det offentliggjort, at Greg Halford skiftede til Sunderland. Greg debuterede for Sunderland den 15. august 2007 mod Birmingham City ude på St Andrew's. Kampen blev uafgjort 2-2.

### Wolverhampton Wanderers
Den 3. juli 2009 skrev Greg Halford under på en tre-årig kontrakt med Wolverhampton. Han spillede sin Wolves debut den 15. august 2009 mod West Ham United. Kampen endte med en 0-2 sejr til West Ham. Den 20. september 2009 fik Greg sin første gul kort for Wolves. Det var i hans sjette kamp for klubben.

### Portsmouth F.C.
I oktober 2010 blev han lejet ud til Portsmouth. Han debuterede for Portsmouth mod Millwall, som endte med en sejr til Portsmouth. Den 11. juli 2011 skiftede han permanent fra Wolves til Portsmouth.

### Nottingham Forest
Den 27. juli 2012 blev det offentliggjort, at Greg Halford skiftede til Nottingham Forest. Den 13. august 2012 debuterede han for Nottingham Forest mod Fleetwood Town, som endte med en 1-0 sejr til Forest.

### Rotherham United
Den 6. juli 2015 skiftede Greg Halford fra Nottingham Forest til Rotherham United.

### Cardiff City
Den 6. januar 2017 blev det offentliggjort, at Greg Halford skiftede til Cardiff City. Han debuterede for Cardiff den 8. januar 2017 mod Fulham, som endte med en 1-2 tab til Cardiff.

### Aberdeen F.C.
Den 26. februar 2019 skiftede Greg Halford til den skotske klub, Aberdeen.

### Southend United
Den 15. december 2020 blev det offentliggjort, at Greg Halford skiftede til Southend United. Den samme dag debuterede han for klubben mod Grimsby Town.

### Waterford F.C.
Den 23. juli 2021 skiftede Greg Halford til den irske Waterford. Den samme dag debuterede han for Waterford mod Athlone Town.

### Billericay Town F.C.
Den 12. februar 2022 blev det offentliggjort, at Greg Halford skulle spille for Billericay Town i England.

### Hashtag United
Den 27. august 2022 skiftede Greg Halford til Hashtag United. Den samme dag spillede han sin Hashtag United debut mod Stowmarket Town.

## Privatliv
Greg Halford blev født i Chelmsford, Essex. Den 23. november 2023 offentliggjorde Greg Halford, at han er diagnoseret med autisme.